# Gabriel Alexandersson Meijer
Gabriel Alexandersson Meijer, född omkring 1650, dödsår okänt, var skarprättare i Uppsala mellan åren 1681–1692 och tillhörde resandefolket. Han var av tysk härkomst och stamfader till skarprättarsläkten Meijer, där yrket ärvdes vidare i fyra generationer. Sonen Alexander Meijer (1679–1761) var verksam som skarprättare i både Västmanlands län och Uppsala län.
Dragspelaren Calle Jularbo härstammade på mödernet från denne skarprättare.